# Keira Nicole
Keira Nicole (California; 30 de octubre de 1996) es una actriz pornográfica estadounidense.

## Biografía
Keira Nicole nació en una familia con ascendencia irlandesa y alemana. Debutó como actriz porno en 2014, con 18 años de edad, en la película Cum Swallowing Auditions 16.
En 2016 participó en la parodia porno de Peter Pan XXX: An Axel Braun Parody, por el que estuvo nominada a dos premios AVN a la Mejor actriz y a la Mejor escena de sexo en grupo.
Ese mismo año ganó el Premio XBIZ a la Mejor actriz en película de sexo en pareja por Swing Life.
Ha rodado más de 170 películas como actriz.

## Premios y nominaciones
| Año  | Ceremonia         | Resultado | Premio                                                 | Trabajo                             |
| ---- | ----------------- | --------- | ------------------------------------------------------ | ----------------------------------- |
| 2016 | Premios AVN       | Nominada  | Mejor actriz revelación                                | —                                   |
| 2016 | Premios AVN       | Nominada  | Mejor actriz                                           | Peter Pan XXX: An Axel Braun Parody |
| 2016 | Premios AVN       | Nominada  | Mejor escena de sexo lésbico en grupo                  | Angels and Devils                   |
| 2016 | Premios AVN       | Nominada  | Mejor escena de sexo en grupo                          | Peter Pan XXX: An Axel Braun Parody |
| 2016 | Premios AVN       | Nominada  | Premio fan: Actriz nueva más caliente                  | —                                   |
| 2016 | Spank Bank Awards | Nominada  | Bebe rubia del año                                     | —                                   |
| 2016 | Spank Bank Awards | Nominada  | Más fotogénica                                         | —                                   |
| 2016 | Spank Bank Awards | Nominada  | Coño del año                                           | —                                   |
| 2016 | Spank Bank Awards | Nominada  | Excellence in Lawn Maintenance (aka Best Groomed Bush) | —                                   |
| 2016 | Spank Bank Awards | Nominada  | Mattress Actress of the Year                           | —                                   |
| 2016 | Spank Bank Awards | Nominada  | Porn's Next Superstar                                  | —                                   |
| 2016 | Premios XBIZ      | Ganadora  | Mejor actriz en película de sexo en pareja             | Swing Life                          |
| 2016 | Premios XBIZ      | Nominada  | Mejor actriz revelación                                | —                                   |
| 2016 | Premios XBIZ      | Nominada  | Mejor actriz en película parodia                       | Peter Pan XXX: An Axel Braun Parody |
| 2016 | Premios XBIZ      | Nominada  | Mejor escena de sexo en película parodia               | Peter Pan XXX: An Axel Braun Parody |
| 2016 | Premios XBIZ      | Nominada  | Mejor escena de sexo en película de parejas o temática | Swing Life                          |
| 2016 | Premios XRCO      | Nominada  | Mejor actriz                                           | Peter Pan XXX: An Axel Braun Parody |
| 2017 | Premios XBIZ      | Nominada  | Mejor escena de sexo en película protagonista          | Bijou                               |